# Саобраћајна школа „Пинки” Нови Сад
Саобраћајна школа „Пинки” је државна средња школа у Новом Саду. Школа се бави образовањем и оспособљавањем за рад ученика из области саобраћаја. Школа је добила назив по народном хероју Бошку Палковљевићу Пинкију (1920—1942).

## Историја
Саобраћајни школски центар „Пинки” основан је одлуком Самоуправне интересне заједнице за усмерено образовање и васпитање Новог Сада 2. јула 1983. Под пуним називом Саобраћајни школски центар „Пинки” Нови Сад почиње са радом школске 1983/84. у згради некадашње Основне школе „Јожеф Атила” на Телепу у Улици Лазе Лазаревића бр. 1. У саставу школског центра „Пинки” улазиле су: Школа за заједничко опште образовање и васпитање „Јожеф Атила” (девети и десети разред) и Школа усмереног образовања и васпитања „Пинки” (трећи и четврти разред средње школе).
Школски центар „Пинки” настао је спајањем саобраћајног одсека Машинског школског центра „Тито” и некадашње школе „Јожеф Атила”. Прве школске године у први разред уписано је 159 ученика у 4 одељења занимања возача — механичара и једно одељење хидронаутичара, и 157 ученика у други разред истих смерова, док је Бранислав Ћеранић именован за првог директора школе.
Школа се временом развијала па је то захтевало просторно проширење. То је омогућено 1986. њеним пресељењем у Шумадијску улицу број 12, након што су са ове адресе пресељене радионице Машинске школе. Тачније, нова локација школе била је омеђена Висарионовом и Шумадијском улицом, на насељу Подбара. У новој, већој згради на простору од 7000 2, школа је могла да прими и већи број ученика — око 1.500 који су могли да се упишу на пет смерова, са 13 занимања трећег и четвртог степена.

## Образовни профили
Трогодишњи образовни профили
- Возач моторних возила (ВМВ)

Четворогодишњи образовни профили
- Техничар друмског саобраћаја (TДС)
- Техничар за логистику и шпедицију (ТЛШ)
- Наутички техничар — речни смер (НT)
- Техничар управљања железничким саобраћајем (ТУЖС)
- Техничар вуче (TВ)
- Техничар поштанског саобраћаја и телекомуникационих услуга (ТПСТ)